# گیرگاینه
گیرگاینه (به لاتین: Girgajny) یک روستا در لهستان است که در گمینا زالوو واقع شده‌است.